# Sörflärke
Sörflärke är en by väster om Bredbyn i Örnsköldsviks kommun. Från 2015 avgränsas här en småort.